# Cristòfol Juandó i Rafecas
Cristòfol Juandó i Rafecas (Vilanova i la Geltrú, 28 de gener de 1848 - Barcelona, febrer de 1917) va ser un inventor i financer català, pioner de l'aviació a l’Estat espanyol.
Inicià i finançà la línia fèrria de Vilanova i la Geltrú. Inventà un aparell volador, anomenat “Aviador Juandó”.
Va néixer a la plaça de les Neus de Vilanova i la Geltrú el
28 de gener de 1848, fill de Salvador Juandó i Casas i de Rosa Rafecas i Puig, El pare era comerciant i havia estat regidor de l’Ajuntament vilanoví. La mare, geltrunenca, era germana d’un dels socis fundadors de la fàbrica de cal Xoriguer. Era el petit d’almenys quatre germans, i es casà amb Bonaventura
Rovirosa.
Juandó es convertí aviat en un significat potentat i amb 33 anys era un dels socis fundadors de la Companyia del Ferrocarril de Barcelona a Vilanova i la Geltrú i Valls
i del Banc de Vilanova. Juandó residí un temps a Cuba i
aviat es traslladà definitivament a Barcelona. Tingué una predilecció pel modelisme, disciplina que dirigí especialment cap a l’aviació, fabricant i comercialitzant
diferents models d’estels i aparells voladors, i que li serví de complement i aplicació pràctica de les seves investigacions teòriques. Per donar sortida a aquestes
inquietuds fundà l’empresa El Genio Mecánico al carrer Modolell de Sant Gervasi sota l’epígraf de fàbrica d’objectes artístics i joguines d’estany.
El maig de 1900 Juandó obrí una subscripció popular amb l’emissió de 20.000 talons de 100 pessetes com a fórmula de finançament de l'aparell volador que ja es coneixia com el "Aviador Juandó". Poc després s´aprovaven els estatuts de la Compañia Universal de Navegación Aérea, Aviación, una societat anònima domiciliada a Barcelona i escripturada l'any 1901. En el capítol de patents consta una demanda de patent d’invenció de març de
1901 sota l’epígraf d’"Appareil propulseur pour l’aviation" cursada pel seu fill Salvador Juandó i Rovirosa a través de la casa "Brevets d’Invention H.Josse" de París. El govern francès atorgà una patent per quinze anys. Anteriorment s'havia gestionat una altra patent a Alemanya. El periòdic La Renaixensa, en la seva edició del 10 d’octubre de 1902, es va fer ressò de l’exhibició de l’aparell volador al carrer de Rivadeneyra.
La poca acceptació dels seus projectes dugueren Juandó a contactar l'any 1902 al president del consell de ministres Práxedes Mateo Sagasta i els anys 1903 i 1911 al rei Alfons XIII i l'any 1913 al president
del govern, Álvaro de Figueroa, sense èxit.
El març de 1910 va exposar un model de l’aparell amb motiu de
l’exposició organitzada per l’Asociación de Locomoción Aeréa a Barcelona, on s'hi presentaren novetats relacionades amb el món de l’aviació com l’aparell de dimensions
naturals de l’enginyer Gaspar Brunet, un altre model a gran escala projectat i construït pel doctor Verdaguer i un model de Juandó, "el precursor".
El febrer de 1917 morí en una botiga de la Rambla del Prat, a Barcelona.

## Reconeixements
En el marc del festival aeri "Festa del Cel" l'any 1998 es va crear el Premi Cristòfol Juandó que reconeix a persones, empreses o institucions que han destacat en el sector aeroespacial, i el Premi Josep Canudas que homenatja a les persones i entitats que realitzen una important tasca de divulgació de l'aeronàutica. El premi Cristòfol Juandó ha estat atorgat a empreses i entitats com Mier Comunicacions, la UPC i l'Institut de Ciències del Mar, GTD Sistemes d'Informació o Ultramagic.

## Obra
Publicà 'Navegación aérea' (1900) i 'Navegación aérea o aviación' (1914).